# Riek Machar
Riek Machar Teny Dhurgon (Leer, 26 novembre 1952) è un politico sudsudanese, vicepresidente della Repubblica del Sudan del Sud dal 2005 al 2016 e nuovamente dal 2020.

## Biografia
Già vicepresidente del Sudan del Sud quando questi era una regione autonoma all'interno del Sudan, ha mantenuto la carica anche dopo l'indipendenza, conseguita il 9 luglio 2011.
Come il presidente Salva Kiir Mayardit, anche lui è un membro del Movimento di Liberazione del Popolo del Sudan.